# نول (شركة)
نول هي شركة أمريكية مختصة في تصنيع أثاث ومعدات المكاتب. تأسست في عام 1938 من قبل هانز نول، وهو رجل أعمال من أصل ألماني. طور مع زوجته فلورنس نول الشركة وجعلها واحدة من الشركات الأكثر ربحية والأكثر إبداعًا في سنوات ما بعد الحرب العالمية. أوجد هانز وزوجته ما أطلق عليه «أسلوب نول»؛ حيت فرضوا رؤيتهم لديكور بفضل («خدمة التخطيط»)، وهي خدمة فريدة من نوعها في ذلك الوقت، تجمع بين العمارة الداخلية التصميم والإنتاج والمنسوجات والرسومات. بعد وفاة زوجها عام 1955، حلت فلورنس محل هانز على رأس الشركة. ولكنها في عام 1965، تركت الشركة.
مثل هيرمان ميلر، أهمية نول في التصميم خلال القرن العشرين كبيرة. عملت نول مع عدد من المهندسين المعماريين والمصممين البارزين في فترة ما بعد الحرب، مثل إيرو سارينين وإيسامو نوغوشي وفرانك جيري وروس لفوجروف. لبعض الوقت، أنتجت الشركة مراجع رائعة في التصميم مثل كرسي وايسلي بواسطة مارسيل برويروكرسي برشلونة ولودفيغ ميس فان دير روه. العديد من قطع الأثاث التي صنعتها نول هي الآن جزء من تاريخ التصميم.
يقع المقر الرئيسي لشركة نول في إيست غرينفيل، بنسلفانيا، وهي مدرجة في مركز نيويورك لتداول المالي. تضم نول أكثر من 4 000 موظف عبر القارات الخمس. وتعد أحد اللاعبين الرئيسيين في مجال الأثاث والتجهيزات المكتبية.